# Корейцы в Испании
Корейцы в Испании составляют одну из самых малочисленных азиатских диаспор страны.

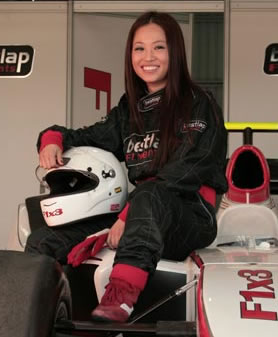
Усун Юн

## Демография
Согласно статистике Национального института статистики Испании за 2006 год, в Южной Корее родилось 2 873 зарегистрированных жителя Испании, из которых 514 имели испанское гражданство, другие 2 359 — другие гражданства. Среди граждан Испании мужчин больше, чем женщин, в соотношении 1,3:1, что почти в точности соответствует соотношению среди неграждан Испании. В период с 1980 по 2004 год 696 человек, изначально имевших гражданство Южной Корее, стали гражданами Испании. Министерство иностранных дел и торговли Республики Корея, статистика которого основана в основном на регистрации в консульствах, учитывает граждан корейского происхождения, а также лица, родившихся в Южной Корее. В 2005 году зарегистрировало 3 769 человек: из них 2 538 проживали в Испании, а ещё 1 231 — в Лас-Пальмасе. Таким образом, корейцы в Испании стали пятой по величине корейской диаспорой в Западной Европе, уступая корейцам в Великобритании, корейцам в Германии, корейцам во Франции и корейцам в Италии.
Последние статистические данные правительства Южной Кореи, опубликованные в июле 2011 года, показывают лишь незначительный рост по сравнению со статистикой 2005 года. Из 4 080 корейцев, проживающих в Испании, 929 имеют испанское гражданство, 2 108 — постоянное место жительства, 216 — студенческие визы, а остальные 727 — другие виды виз.

## Лас Пальмас
Корейцы в Лас-Пальмасе образуют общину, отличающуюся от материковой части Испании. Это единственная диаспора корейцев в Испании, чье присутствие привело к появлению узнаваемого корейского квартала. Они происходят из южнокорейских рабочих-мигрантов, которые работали на глубоководных рыболовецких судах, базировавшихся на острове с 1960-х годов. Рыболовство, наряду со строительством, было одним из основных источников работы за границей для южнокорейцев на протяжении десятилетий. К 1970-м годам в Лас-Пальмасе проживало около 15 000 корейцев, что составляло около 4 % от 350 000 жителей города. Многие привезли свои семьи и пустили корни в Испании, отправляя своих детей в местные школы. Однако с упадком южнокорейской рыбной промышленности в 1990-х годах численность населения сократилась с 2 283 человек в 1997 году до 1 292 человек в 1999 году, причем в последующее десятилетие эта цифра уменьшалась медленнее и достигла 1 197 человек к 2011 году. Большинство оставшихся корейцев отошли от рыбной промышленности, а их дети в основном занялись профессиональной деятельностью, достигнув относительного достатка.

## Материковая Испания
Корейская община на материковой части Испании состоит в основном из двух групп: преимущественно мужчин — владельцев малого бизнеса и руководителей южнокорейских компаний вместе с их супругами и детьми и преимущественно женщин — иностранных студентов испанских университетов. Корейские мастера боевых искусств, хотя и считаются немногочисленной группой, также хорошо представлены. Они либо управляют собственными доджангами, либо работают в частных охранных компаниях. Они не происходят исключительно из Южной Кореи. Некоторые члены корейской диаспоры в Аргентине и других странах Латинской Америки также обосновались в Испании, а южнокорейские предприниматели часто нанимают на работу в своих предприятиях чосунджок из Китая. Их численность достигла пика в 1990-х годах и вскоре сократилась из-за Азиатского финансового кризиса 1997 года, во время которого многие южнокорейские компании, стремясь сократить расходы, перевели свои предприятия из Западной Европы в более дешевые по проживанию страны Восточной Европы, Латинской Америки и Китая.

## Знаменитые люди
- Усун Юн — актриса и репортер
- Ан Иктхэ — композитор гимна Республики Корея
- Кимера — певица
- Марвин Пак — испанский футболист